# Chiesa di San Venanzio (Fivizzano)
La chiesa di San Venanzio è un edificio di culto cattolico situato nella frazione di Cerignano, nel comune di Fivizzano, in provincia di Massa-Carrara. La chiesa è sede dell'omonima parrocchia del vicariato di Fivizzano della diocesi di Massa Carrara-Pontremoli.

## Storia e descrizione
Menzionata a partire dalla fine del XIII secolo, è una chiesa romanica costruita a filari di bozze di calcare bianco, con un bel portale laterale e un frammento architettonico romanico murato.
A fianco la canonica e la torre presentano la bella muratura tipica degli edifici civili quattrocenteschi dell'area, che dipendeva da Firenze. All'interno l'altare, in marmi policromi, reca lo stemma Malaspina.